# Myristica warburgii
Myristica warburgii är en tvåhjärtbladig växtart. Myristica warburgii ingår i släktet Myristica och familjen Myristicaceae.

## Underarter
Arten delas in i följande underarter:
- M. w. hybrida
- M. w. siphonantha
- M. w. warburgii